# Evelyn Piper
Pour les articles homonymes, voir Piper.
Evelyn Piper, nom de plume de Merriam Modell, née le 19 mai 1908 à New York, aux États-Unis, et morte le 1er juin 1994 à Pittsburgh, en Pennsylvanie, est une femme de lettres américaine, auteure de roman policier.

## Biographie
Après des études à l'université Cornell d'Ithaca, elle travaille successivement comme modèle, vendeuse et journaliste.
Sous son nom de naissance, elle publie en 1946 son premier roman The Sound of Years. Après un second roman en 1948, elle adopte le nom de plume Evelyn Piper et débute dans le genre policier avec des « romans de suspense psychologique pour mettre en scène des personnages dont l'amour possessif devient source de destruction et de mort », selon Claude Mesplède. Pour ce dernier « sa plus belle réussite » est Bunny Lake a disparu (Bunny Lake Is Missing), roman paru en 1957 et adapté au cinéma, sous le titre éponyme, pour un film britannique réalisé par Otto Preminger.
Elle meurt d'une embolie pulmonaire en juin 1994.

## Œuvre

### Romans signés Merriam Modell
- (en) The Sound of Years, 1946
- (en) My Sister, My Bride, 1948

### Romans signés Evelyn Piper
- Hypothèque sur la mort, Morgan, coll. « Série verte » no 6, 1952 ((en) The Innocent, 1949), trad. Jean Rosenthal, Paris,
- Le Motif, Denoël, coll. « Crime-club » no 235, 1965 ((en) The Motive, 1950)Paru également en langue originale sous le titre Death of a Nymph
- (en) The Plot, 1951
- (en) The Lady and Her Doctor, 1956
- Bunny Lake a disparu, Denoël, coll. « Crime-club » no 35, 1961 ((en) Bunny Lake Is Missing, 1957), trad. Jean SlavikParu également en langue originale sous le titre Bunny Lake Is Missed. Réédition, Gallimard, coll. « Folio policier » no 1032, 2024 (ISBN 978-2-07-308356-2)
- Chère Poupée, Denoël, coll. « Crime-club » no 206, 1962 ((en) Hanno's Doll, 1961), trad. Jacques Hall
- Le Meurtrier nu, Denoël, coll. « Crime-club » no 223, 1964 ((en) The Naked Murderer, 1962), trad. Jacques Doré
- La Nounou, Denoël, 1966 ((en) The Nanny, 1964), trad. Élizabeth GilleRéédition, Denoël, coll. « Sueurs froides » no 9, 1982 (ISBN 2-207-22784-7) ; réédition, J'ai lu no 251, 1988 (ISBN 2-277-22521-5)
- (en) The Stand-in, 1970

## Adaptations cinématographiques
- 1965 : Bunny Lake a disparu (Bunny Lake Is Missing), film britannique réalisé par Otto Preminger, adaptation du roman éponyme, avec Laurence Olivier, Carol Lynley et Keir Dullea
- 1965 : Confession à un cadavre (The Nanny), film britannique réalisé par Seth Holt, adaptation de The Nanny, avec Bette Davis, Wendy Craig et Jill Bennett